# Humanitas

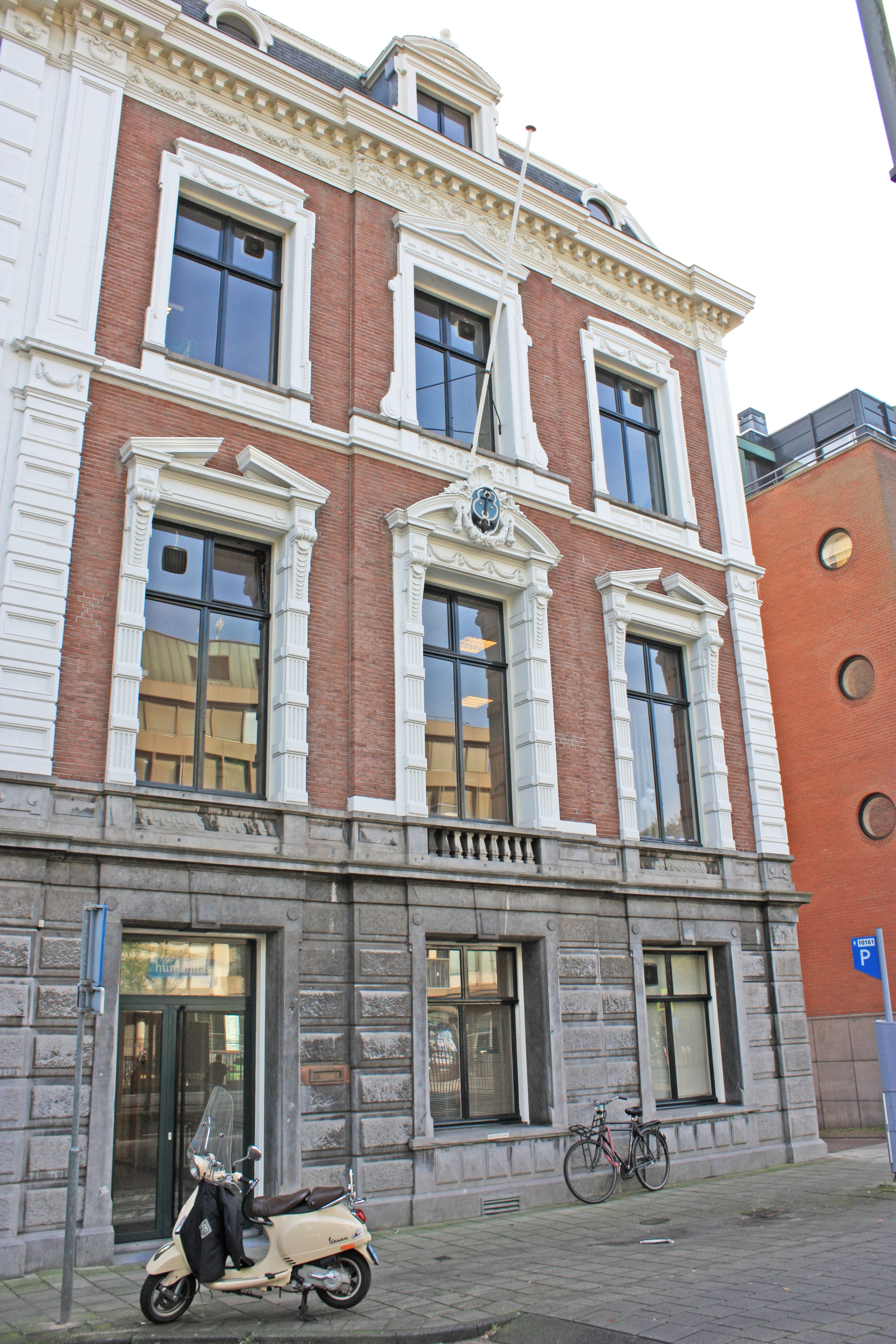
Landelijk Bureau Amsterdam Sarphatistraat 4 (tot oktober 2023, foto 2013

Humanitas is een Nederlandse vereniging voor maatschappelijke dienstverlening en samenlevingsopbouw.

## Geschiedenis
De organisatie op humanistische grondslag wordt op 31 mei 1945 opgericht door Joris in 't Veld, Piet Faber en Jo Boetje. De eerste jaren opereert Humanitas als stichting, maar met ingang van 1948 wordt de vrijwilligersorganisatie een vereniging. De kernwaarden van Humanitas zijn gelijkwaardigheid, behoud van regie over het eigen leven en verantwoordelijkheid voor jezelf en voor een ander. De organisatie wil op een betrokken en vraaggerichte manier werken.

## Vereniging
De ledenraad is het hoogste verenigingsorgaan bij Humanitas. De raad houdt toezicht op en benoemt het hoofdbestuur. Directeur Jerzy Soetekouw legt verantwoording af aan het hoofdbestuur. Humanitas heeft 78 lokale afdelingen, verdeeld over vijf districten. Het Landelijk Bureau is gevestigd in Amsterdam. Het eigen blad heet "Van Mens tot Mens".
De meer dan zevenhonderd activiteiten van Humanitas richten zich op zes thema's:
- Eenzaamheid
- Verlies (onder meer hulp bij rouw en echtscheiding)
- Opvoeden (ondersteuning bij de opvoeding)
- Opgroeien (Kindervakantieweken, jongerenmaatjes)
- Detentie (hulp tijdens en na gevangenschap)
- Thuisadministratie (hulp bij het op orde krijgen van de financiën)

Jaarlijks ondersteunen de ongeveer 23.000 geschoolde vrijwilligers zo’n 62.000 mensen. Het scholingsaanbod voor de vrijwilligers wordt georganiseerd door de Humanitas Academie.

## Stichtingen
Vanuit de vereniging Humanitas zijn diverse werkstichtingen ontstaan. Zij werken met toestemming van de moedervereniging onder de naam ‘Humanitas’. De stichtingen zijn echter zelfstandige organisaties met een eigen bestuursvorm. Zij bieden ondersteuning aan specifieke groepen op basis van de Humanitas-waarden. Deze werkstichtingen zijn: Stichting Humanitas (met name in Rotterdam werkzaam) , Stichting Humanitas DMH (Dienstverlening aan Mensen met een Hulpvraag), Stichting Humanitas Kinderopvang (hoofdkantoor in Heerlen), Stichting Humanitas Financiële Hulpverlening en Stichting Humanitas Onder Dak Groep (Twente). De vereniging Humanitas en de werkstichtingen komen periodiek bijeen voor beraad.

## Participatie
Humanitas is aangesloten bij diverse maatschappelijke organisaties zoals de Humanistische Alliantie, Solidar (een Europese koepel van maatschappelijke organisaties), de Sociale Alliantie (tegen armoede en sociale uitsluiting) en Coalitie Erbij (nationale coalitie tegen eenzaamheid).

## Fondsenwerving
Humanitas heeft een CBF-keurmerk en is door de belastingdienst aangemerkt als een algemeen nut beogende instelling (ANBI).